# Árpád-házi Szent Margit-templom
Az Árpád-házi Szent Margit-templom, hétköznapi használatban Szent Margit-templom vagy Lehel téri templom Budapest XIII. kerületében, az Újlipótvárosban, a Lehel térből 2019. május 29-én leválasztott Szent Margit téren áll.
A templomot 1933. október 15-én szentelték fel, és Árpád-házi Margit szentté avatása után, 1944-ben vette fel az ő nevet.
Budapest egyik legnagyobb temploma, amelyben a számos szentmise mellett mindennapos gyónási és szentségimádási lehetőség is van. A templomban számos közösség működik, melyek különösen is nyitottak keresők, érdeklődők befogadására.
A templom 2017. október 1. óta egész nap nyitva áll a hívek és látogatók előtt.

## A plébánia története
1919-ben az akkori Lipótváros külső területein lakó katolikusok létrehozták a Kápolnaegyesületet, amely kezdetben lakásokban gyűjtötte össze a hívőket igehirdetésre, majd ebből a szervezetből jött létre a Lipótváros II. egyházközösség, 1920-ban. Az új egyházközség élére Zaymus Gyulát nevezték ki, aki lendületesen hozzálátott, hogy a híveknek megfelelő gyülekezési helyet biztosítson. Ekkor ugyanis a Pannónia utcai elemi iskola tornatermében volt lehetőség vasárnaponként misézni. Zaymus munkássága nyomán az iskola alagsorában rendezhettek be egy kápolnát.
A Jézus Szent Szívéről elnevezett kápolnában hamarosan keresztelhettek és házasságot is köthettek. Megindult a karitatív munka és kulturális programok szervezésébe fogtak. A területen élő munkáscsaládok gyermekeivel előadásokat rendeztek, majd idővel vetítőgépet is vettek, és filmvetítések is bekerültek a programok közé. 1923-ban Budapest Lipótváros – lőportárdűlői Római Katholikus Plébánia néven önálló plébániai rangot kapott az egyházközség, majd ezt a nevet hamarosan Árpád-házi Boldog Margitra változtatta. Ekkor hozzácsatolták a Terézváros egy részét is.
Az új plébánia még abban az évben elkezdett pénzt gyűjteni saját templomra, annál is inkább, mert a csatornán keresztül elöntötte a dunai árvíz az alagsori kápolnát.
A főváros által adományozott Ferdinánd téri telken hosszú adománygyűjtés és szervezési nehézségek után 1931-ben indult el az építkezés, és 1933. október 15-én Serédi Jusztinián hercegprímás felszentelte az elkészült templomot, önálló plébániát azonban nem tudott építeni az egyházközség, a Tisza, a Vág, a Thurzó utcában, később a Váci úton voltak a plébánosi és kápláni lakások, valamint a plébánia irodája is.
Möller István építész a zsámbéki romtemplomról mintázott tervei alapján építette fel Wihart Ferenc építőmester a 918 négyzetméteres alapterületű templomot. Bár az összesen kb. egymillió magyar pengős templomépítési költséget a közösség adományozók segítségével kifizette, belső terének kialakítására, megfelelő díszítésre még további tíz éven át gyűjtött az egyházközség és a szomszédos templomok.
A plébániát 2017. augusztus 1. óta dr. Monostori László esperes, plébános vezeti.

## A templom épülete
A templom bélletes kapuja és a rózsaablak (a többi ablakkal egyetemben Róth Miksa műve), a vastag falak és a négyszögletes tornyok mind a mintaként szolgáló román kori templom középkori hangulatát idézi. A templomot Heintz Henrik falfestményei és Nemes Ősz György szobrai díszítik.
A templom szentélyébe Chiovini Ferenc Munkácsy-díjas festő, 1938-ban kultuszminiszteri elismeréssel díjazott Szent István térítő útja c. műve került volna. A festmény az Országos Magyar Képzőművészeti Társulat Szent István jubileumi kiállításán került bemutatásra a Műcsarnokban a Szent István év alkalmából.
A templom harangjai Szlezák László harangöntő műhelyéből kerültek ki.
A második világháborút kisebb rombolásokkal túlélte a templom, a hívők pénzéből helyreállították a károkat.
1975-ben Bárdos Gyula tervei alapján alakították ki az új liturgikus teret, 1988-tól 1994-ig felújították a tetőszerkezetet, az ólomablakokat, a belső festést és a villamos hálózatot is.
A templom 2017. október 1. óta bárki számára egész nap ingyenesen nyitva áll.

## Galéria

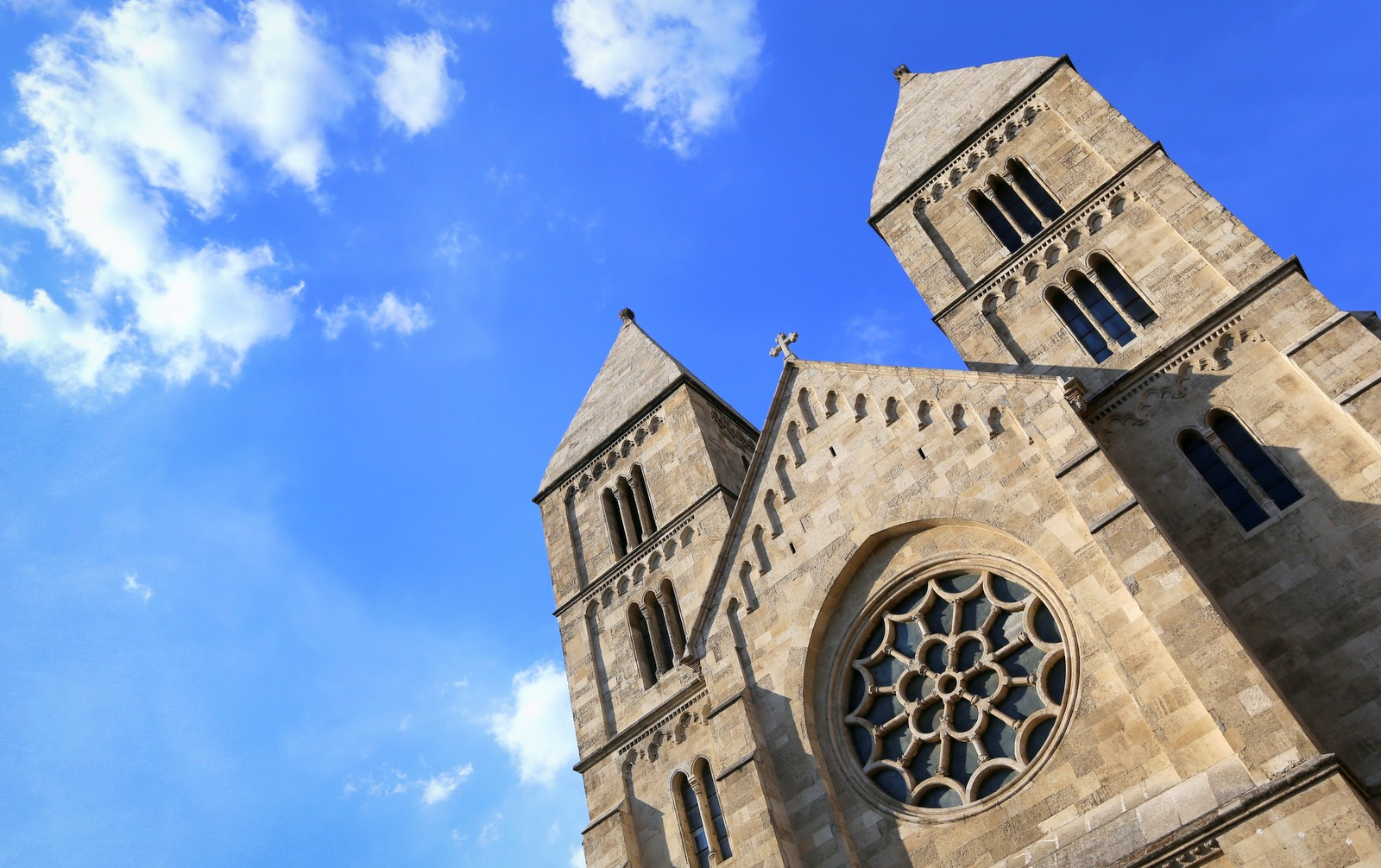
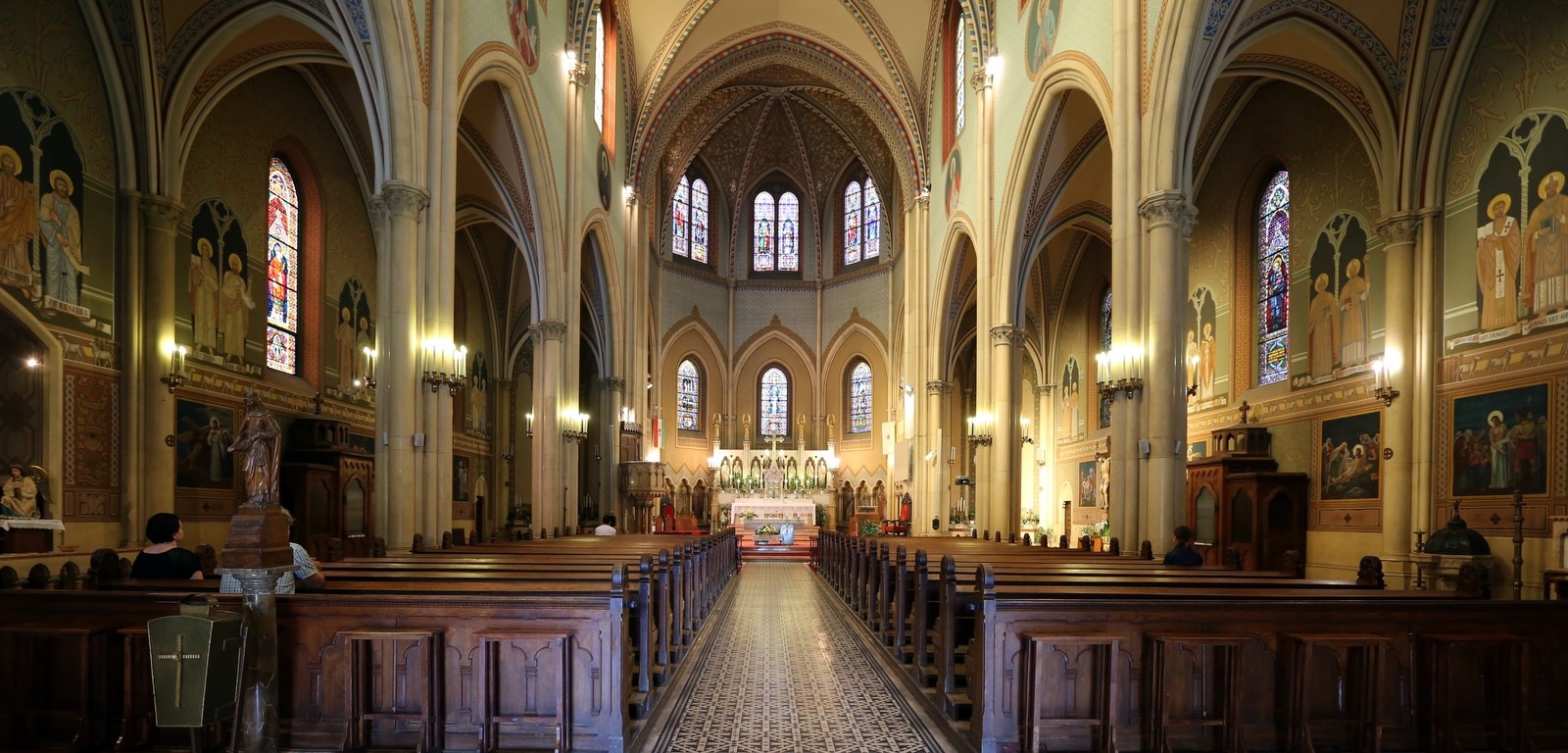
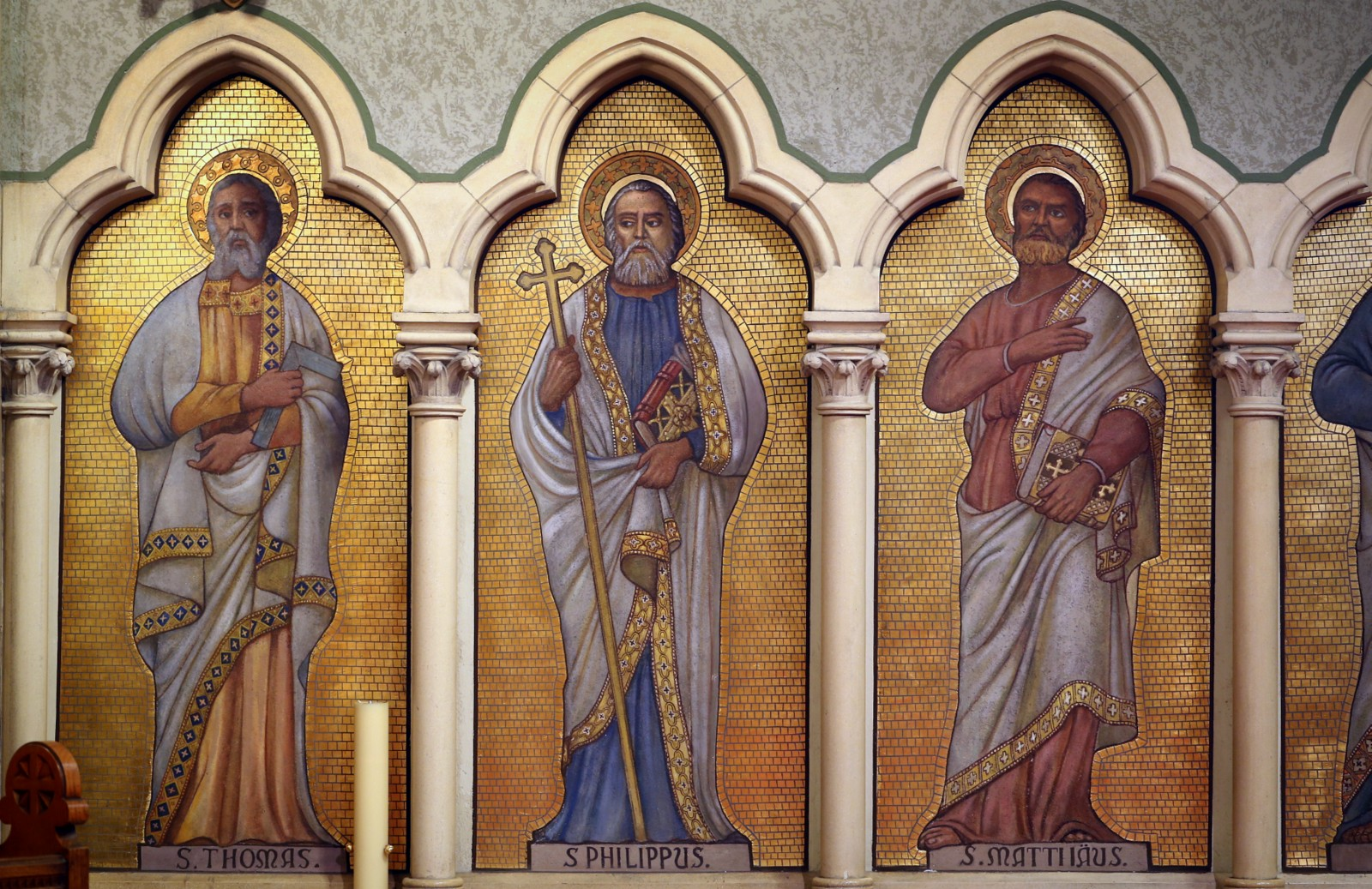
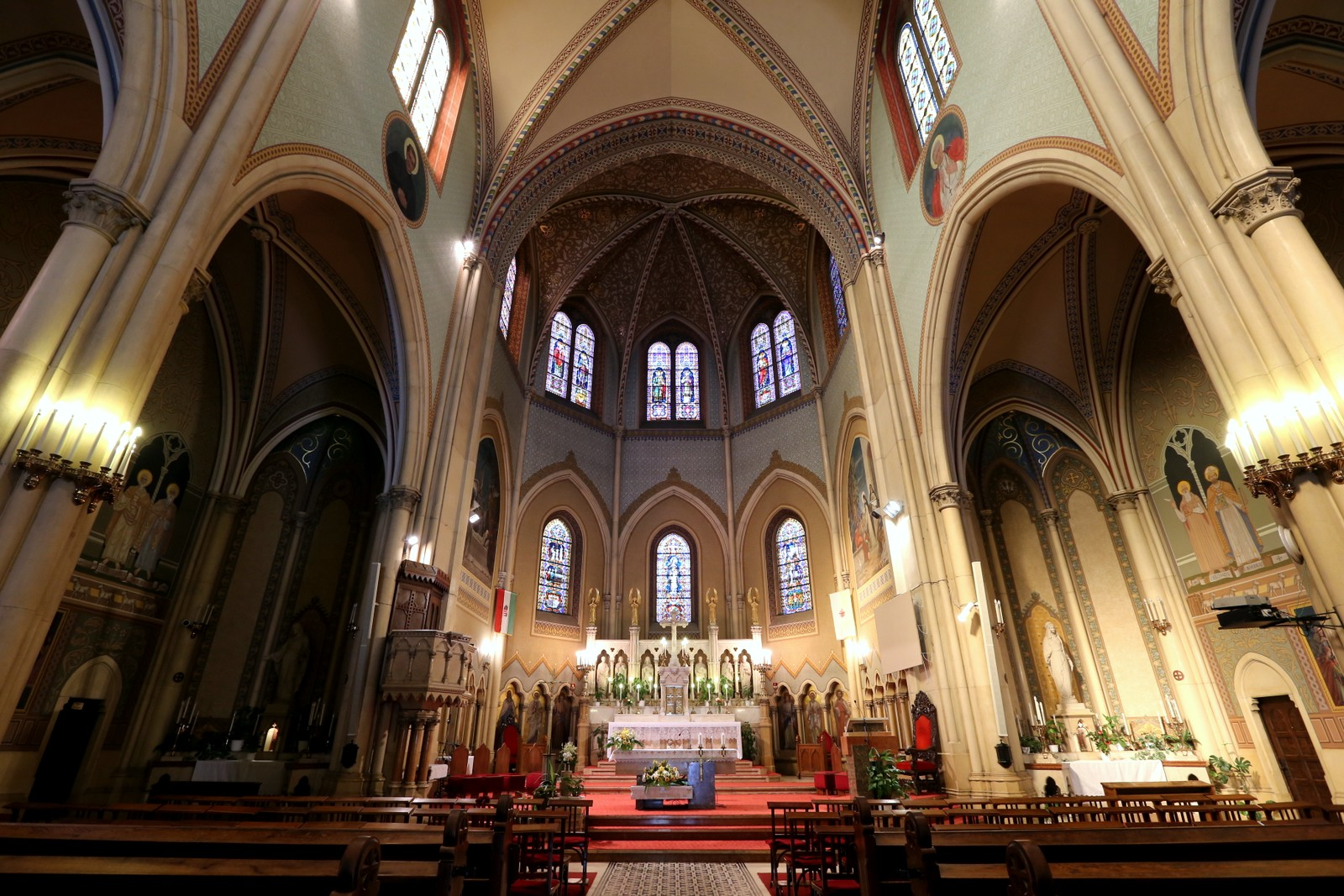
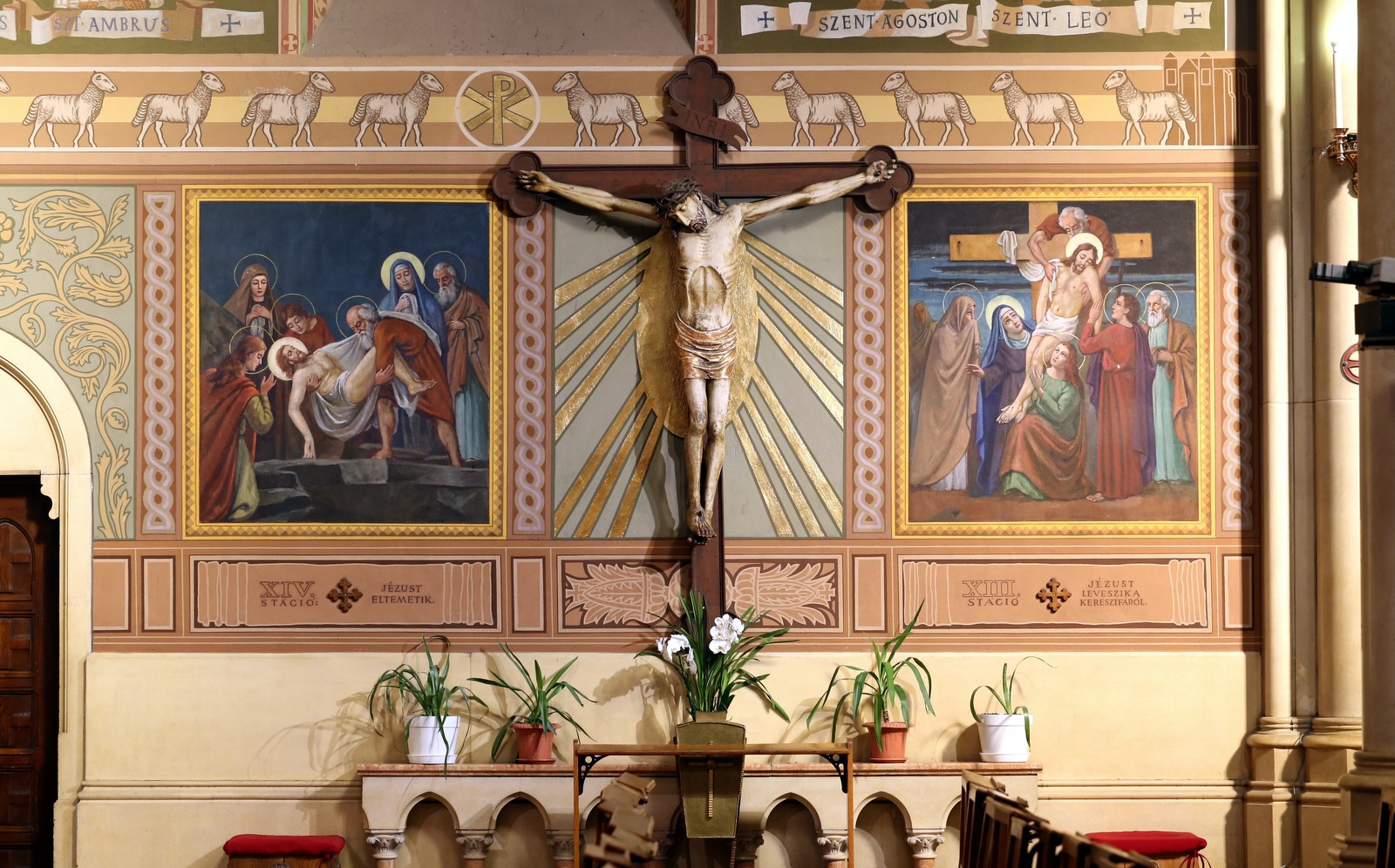
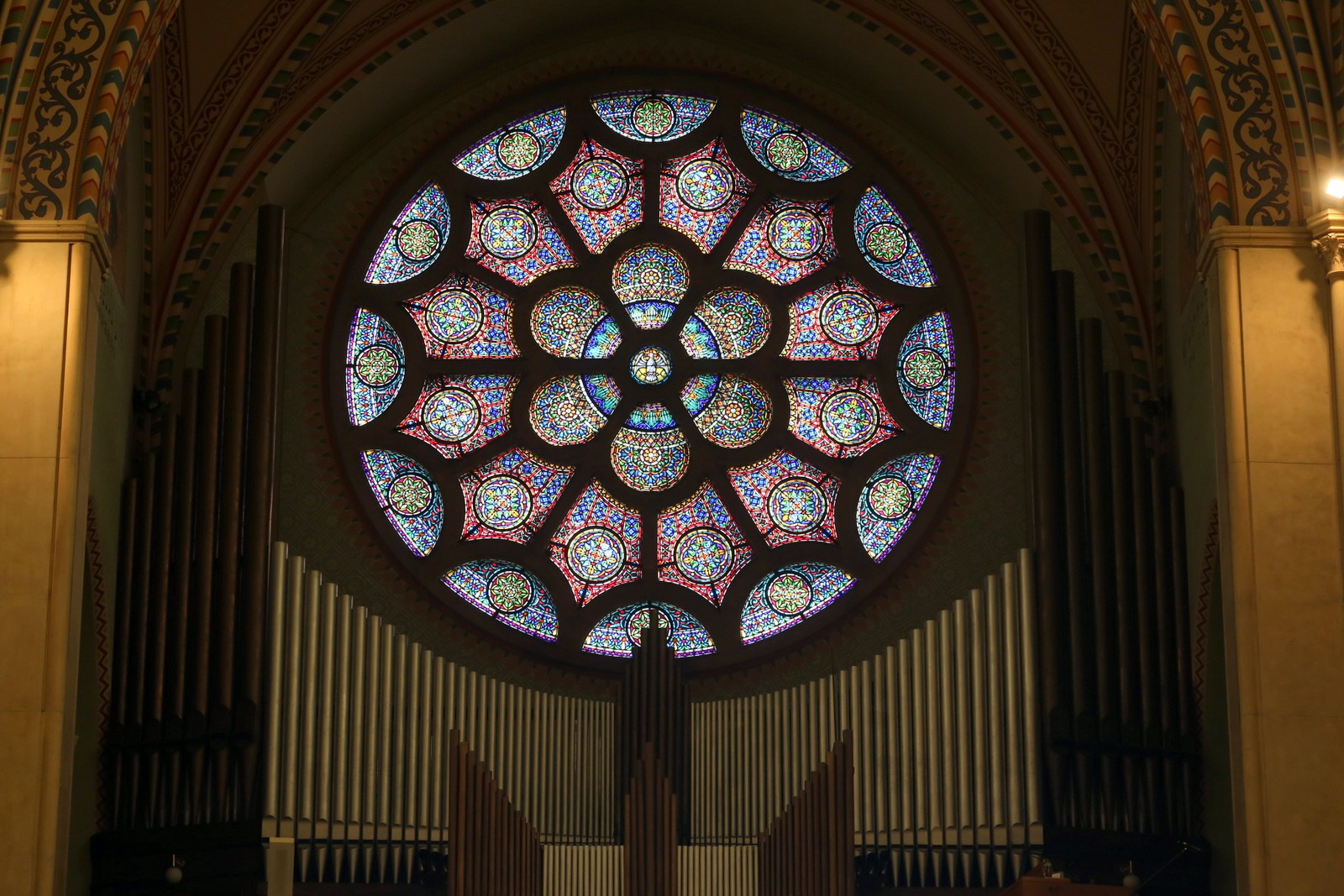
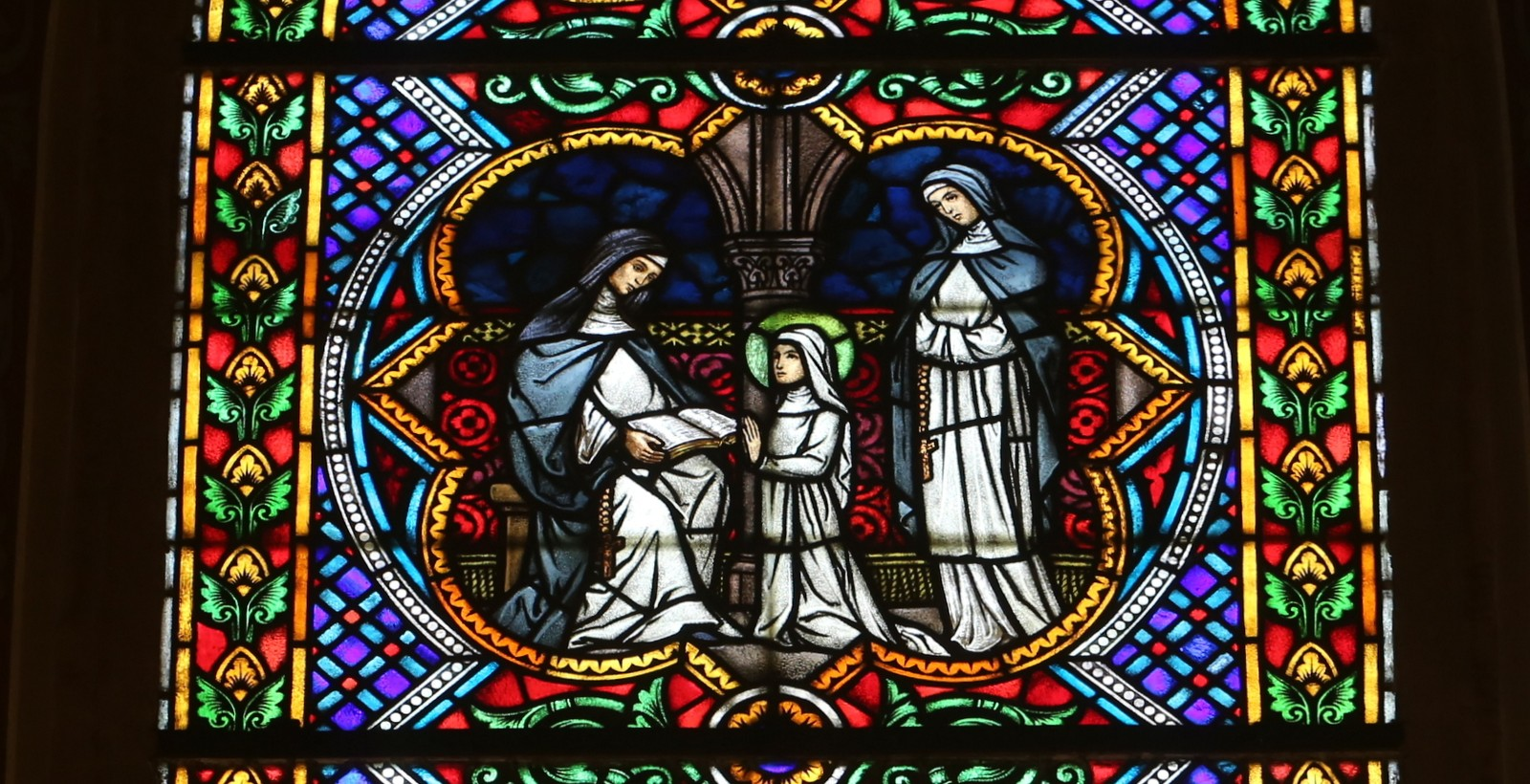
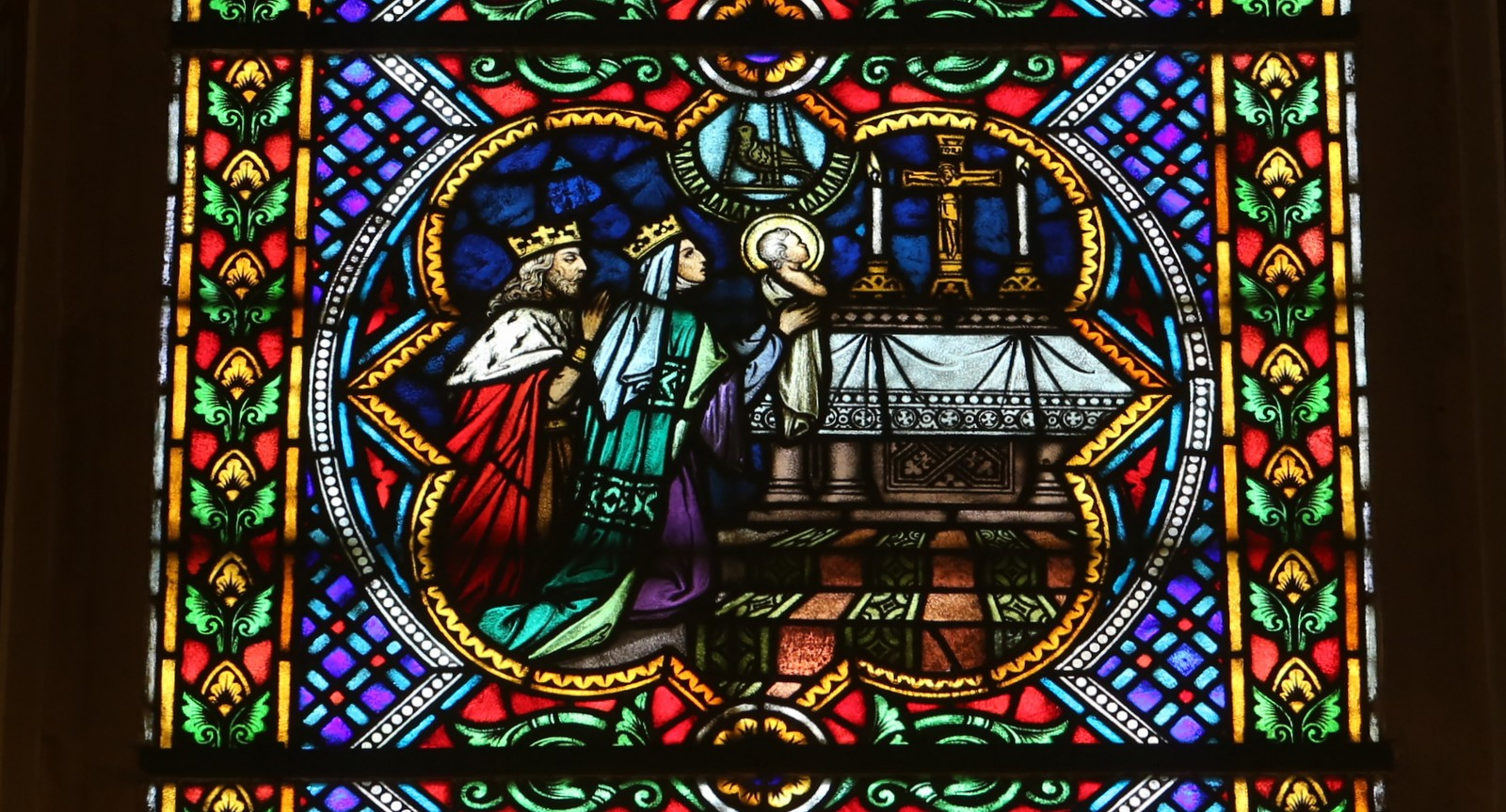
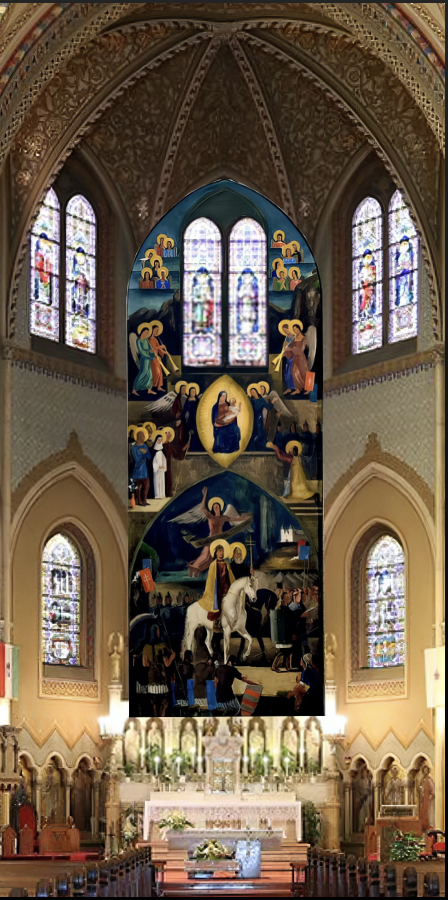
Chiovini Ferenc - Szent István térítő útja; 1938-ban kultuszminiszteri elismerésben részesült freskóterv a Lehel téri templomba